# Limnius latiusculus
Limnius latiusculus là một loài bọ cánh cứng trong họ Elmidae. Loài này được Zaitzev miêu tả khoa học năm 1947.